# Lucette Rådström
Maria Lucette Rådström, född 3 december 1974 i Skärholmens församling i Stockholm, är en svensk journalist och programledare, som sedan 1998 arbetar som programpresentatör på TV 4. Hennes mamma är från  Brasilien. Tidigare arbetade Lucette Rådström på ZTV som programledare för Efter plugget tillsammans med Mårten Andersson mellan 1997 och 1998. På nyårsafton 1998 var hon tillsammans med Rickard Sjöberg värd för TV 4:s firande och 2005 tillsammans med Josefin Crafoord. År 1999 var Rådström så kallad spårhund i På rymmen tillsammans med Hasse Aro. Lucette Rådström har även varit programledare för Lattjo Lajban tillsammans med Tobbe Blom. År 2002 deltog hon i Gladiatorerna. Hon är syster till Wendy Rådström.